# Blitum
Blitum L. é um género botânico pertencente à família Amaranthaceae.

## Espécies
- Blitum sect. Agathophyton
- Blitum acuminatum
- Blitum ambrosioides
- Blitum antarcticum
- Blitum asiaticum
- Blitum atriplicinum
- Blitum bonus-henricus
- Blitum bonus-henricus var. alpinum
- Blitum bonus-henricus var. erosum
- Blitum botryoides
- Blitum californicum
- Blitum capitatum
- Blitum carinatum
- Blitum chenopodioides
- Blitum chenopodioides var. chenopodioides
- Blitum crassifolium
- Blitum cristatum
- Blitum exsuccum
- Blitum glandulosum
- Blitum glandulosum var. parvifolium
- Blitum glaucum
- Blitum graecizans
- Blitum hastatum
- Blitum korshinskyi
- Blitum litwinowii
- Blitum lividum
- Blitum maius
- Blitum maritimum
- Blitum nuttalianum
- Blitum nuttallianum
- Blitum oleraceum
- Blitum perenne
- Blitum petiolare
- Blitum polymorphum
- Blitum polymorphum var. crassifolium
- Blitum polymorphum var. humile
- Blitum polymorphum var. rubrum
- Blitum pumilio
- Blitum rubrum
  - Blitum rubrum var. crassicaule
  - Blitum rubrum var. crassifolium
  - Blitum rubrum var. humile
  - Blitum rubrum var. hypoleuca
  - Blitum rubrum var. hypoleucum
  - Blitum rubrum var. macrosperma
  - Blitum rubrum var. macrospermum
  - Blitum rubrum var. vulgaris
- Blitum salsum
- Blitum spathulatum
- Blitum tataricum
- Blitum terminale
- Blitum virgatum
  - Blitum virgatum var. capitatum
  - Blitum virgatum subsp. montanum
  - Blitum virgatum subsp. virgatum
- Blitum viride

## Classificação do gênero
| Sistema | Classificação                   | Referência               |
| ------- | ------------------------------- | ------------------------ |
| Linné   | Classe Monandria, ordem Digynia | Species plantarum (1753) |